# David Kellogg Lewis
David Kellogg Lewis (* 28. September 1941 in Oberlin, Ohio; † 14. Oktober 2001 in Princeton, New Jersey) war ein US-amerikanischer Philosoph, der in der zweiten Hälfte des 20. Jahrhunderts einflussreiche Beiträge zu mehreren Teilgebieten der praktischen und der theoretischen Philosophie leistete.

## Leben
Lewis besuchte für ein Jahr die Oxford University, wo er Vorlesungen von Gilbert Ryle, Peter Frederick Strawson und John Langshaw Austin hörte. Besonders von Ryles behavioristischer Position in der Philosophie des Geistes zeigte er sich zu dieser Zeit tief beeindruckt. Später nahm er das Studium der Chemie am Swarthmore College in Pennsylvania auf, welches er jedoch bald für das Studium der Philosophie aufgab. Dieses setzte er nach Erlangen des Bachelors an der Harvard University fort, wo Willard Van Orman Quine sein vielleicht wichtigster Lehrer sein sollte. In dieser Zeit traf er auch mit Jack Smart zusammen, dessen als „Australischer Materialismus“ bezeichneter Standpunkt bezüglich des Leib-Seele-Problems ihn zu der später von ihm vertretenen Identitätstheorie geistiger und neurophysiologischer Zustände inspirieren sollte. Darüber hinaus zeigte sich Lewis ein Leben lang sehr stark interessiert an Gedanken australischer Philosophen. Diesem akademischen Interesse korrespondierte eine tiefe private Verbundenheit zur australischen Kultur, welche ihm nicht zuletzt seine Frau Stephanie vermittelt haben dürfte. 1964 erhielt er den M.A. und 1967 den Ph.D. mit einer Arbeit über Sprachkonvention unter der Supervision Quines. Ab 1966 hatte Lewis eine Anstellung an der University of California, Los Angeles, wo der junge Gelehrte unter dem Einfluss so namhafter Kollegen wie Richard Montague und Rudolf Carnap stand. Von 1970 an lehrte Lewis an der Princeton University, seit 1973 als Full Professor, bis zu seinem Tod. Seit 1983 war Lewis Mitglied der American Academy of Arts and Sciences. 1992 wurde er zum korrespondierenden Mitglied der British Academy gewählt.
Lewis litt einen Großteil seines Lebens unter schwerem Diabetes mellitus, der schließlich bis zum Nierenversagen führte. Im Juli 2000 erhielt er eine Nierentransplantation von seiner Frau Stephanie. Anschließend konnte er noch ein weiteres Jahr lang arbeiten und reisen, bevor er plötzlich und unerwartet an weiteren Komplikationen am 14. Oktober 2001 starb.
Seit seinem Tod wurde eine Reihe von posthumen Papieren veröffentlicht, und zwar zu Themen wie „Wahrheit“ und „Ursache der Philosophie der Physik“. 2004 wurde Lewisian Themes, eine Sammlung von Aufsätzen über seine Philosophie, veröffentlicht.

## Frühe Arbeit über Konventionen
Lewis erste Monographie war Convention: A Philosophical Study (1969), die auf seiner Dissertation basiert und Konzepte der Spieltheorie verwendet, um die Natur der gesellschaftlichen Konventionen zu analysieren. Mit ihr gewann er den ersten Franklin Matchette Preis der American Philosophical Association (APA) für das beste veröffentlichte Buch in Philosophie von einem Philosophen unter 40 Jahren. Lewis behauptete, dass manche gesellschaftliche Konventionen Lösungen für so genannte „Koordinierungsprobleme“ sind. Er nennt Beispiele wie die Konvention, dass man auf der rechten Seite (nicht auf der linken Seite) fährt, oder, dass der ursprüngliche Anrufer erneut anruft wenn ein Telefongespräch unterbrochen wird. Koordinationsprobleme waren zum Zeitpunkt von Lewis’ Buch sehr wenig diskutierte spieltheoretische Probleme, die meisten der spieltheoretischen Diskussionen gingen um Probleme, bei denen die Teilnehmer im Konflikt zueinander sind, wie das Gefangenendilemma.
Koordinationsprobleme sind problematisch, weil es, obwohl die Teilnehmer gemeinsame Interessen haben, mehrere Lösungen gibt. Manchmal kann eine der Lösungen „herausragen“, ein Konzept, das Spieltheoretiker und Ökonom Thomas Schelling erfunden hat. Zum Beispiel kann ein Koordinierungsproblem, bei dem sich zwei Menschen treffen sollen, eine herausragende Lösung haben, wenn es nur einen möglichen Ort in der Stadt für dieses Treffen gäbe. In den meisten Fällen müssen wir uns aber auf etwas verlassen, was Lewis „Präzedenzfall“ nennt. Wenn beide Teilnehmer wissen, dass ein bestimmtes Koordinationsproblem, zum Beispiel „Auf welcher Straßenseite sollen wir fahren?“ mehrfach vorher in der gleichen Weise gelöst wurde und beide wissen, dass beide wissen, dass beide wissen etc. (diesen besonderen Status nennt Lewis „allgemein bekannt“ bzw. im Englischen „common knowledge“, er wurde seitdem viel diskutiert von Philosophen und Spieltheoretikern), dann werden sie das Problem ganz einfach lösen. Andere werden sehen, dass diese beiden das Problem erfolgreich gelöst haben, wodurch die Konvention in der Gesellschaft weiter verbreitet wird. Eine Konvention ist also eine Verhaltensregel, die sich trägt, weil sie die Interessen aller Beteiligten bedient. Ein weiteres wichtiges Merkmal einer Konvention ist, dass eine Konvention ganz anders sein könnte: Man könnte genauso gut auf der linken Straßenseite fahren, d. h., es ist mehr oder weniger willkürlich, dass man zum Beispiel in Großbritannien und vielen ehemaligen Kolonien auf der linken Seite fährt und im Rest der Welt auf der rechten.
Lewis’ Hauptziel in dem Buch war jedoch nicht einfach ein Übereinkommen zu bilden, sondern die Binsenweisheit, dass Sprache von Konventionen bestimmt wird, zu untersuchen. Die letzten beiden Kapitel des Buches (Signalling Systems und Conventions of Language; vgl. auch „Languages and Language“, 1975) zeigen, dass der Gebrauch von Sprache in einer Gesellschaft auf Konventionen der Wahrhaftigkeit und dem gegenseitigen Vertrauen der Bevölkerung beruht. Lewis arrangiert in diesem Rahmen Vorstellungen wie die der Wahrheit und Analytizität und behauptet, dass sie besser verstanden werden als Beziehungen zwischen Sätzen und einer Sprache, anstatt als Eigenschaften von Sätzen.

## Werk
Lewis arbeitete hauptsächlich auf den Gebieten der Ontologie, Philosophie des Geistes, Sprachphilosophie, Erkenntnistheorie, Metaphysik sowie Philosophie der Logik. Dabei ist es ihm häufig gelungen, außerordentlich originelle und richtungsweisende Beiträge zu den Diskussionen in diesen Disziplinen zu leisten, wodurch sein Œuvre – obgleich fast ausschließlich nur Fachphilosophen bekannt – zu einem der wichtigsten Bezugspunkte in der Philosophie der Gegenwart avancierte. Dabei ist sein Werk einerseits gekennzeichnet durch das Bemühen, zwischen abstrakten und in hohem Maße kontraintuitiven Theorien der Philosophie und der Wissenschaften (etwa der Quantenphysik) und den Auffassungen von der Beschaffenheit der Welt des intuitiven Alltagsverstandes zu vermitteln; andererseits sind kühne und radikale Thesen für sein Denken charakteristisch – so etwa seine vielleicht bekannteste und umstrittenste These von der Existenz zahlloser Welten, die von der unseren raumzeitlich getrennt sind.
Neben zahlreichen Aufsätzen in philosophischen Fachzeitschriften wurden folgende Schriften von ihm publiziert:
- In seiner Dissertation Convention: A Philosophical Study (1969) verwendete Lewis Elemente der Spieltheorie zur Beschreibung sprachlicher Konventionen.
- In Counterfactuals (1973) erarbeitete Lewis eine Analyse von kontrafaktischen Konditionalsätzen auf Grundlage einer Theorie der möglichen Welten. Seinen Realismus in Bezug auf mögliche Welten arbeitete Lewis in On the Plurality of Worlds (1986) aus. Dies erlaubt eine elegante semantische Behandlung von Modalaussagen: „p ist notwendig“ ist wahr, wenn in allen möglichen Welten ein passender Wahrmacher existiert; „p ist unmöglich“, wenn in keiner, „p ist möglich“, wenn in mindestens einer, „p“, wenn in der aktualen Welt. Etliche Philosophen halten diesen Realismus bezüglich möglicher Welten für ontologisch zu anspruchsvoll und schlagen vor, stattdessen z. B. von maximal vollständigen Beschreibungen o. ä. zu sprechen.[2]
- In Lewis’ letztem Buch Parts of Classes (1991) wird eine Reduktion der Mengenlehre auf die Mereologie versucht. Weitere wichtige ontologische Thesen finden sich in Lewis’ Aufsatz „New Work for a Theory of Universals“, in dem die Existenz von Universalien verteidigt wird.
- In einer Reihe von Aufsätzen entwickelte Lewis eine reduktive Theorie des Geistes, die Elemente der Identitätstheorie und des Funktionalismus enthält.

### Primärliteratur
- Convention: A Philosophical Study 1969, Harvard U.P. (dt. 1975: Konventionen, eine sprachphilosophische Abhandlung, übersetzt von Roland Posner, Berlin: de Gruyter)
- Counterfactuals 1973, Blackwell & Harvard U.P.
- Semantic Analysis: Essays Dedicated to Stig Kanger on His Fiftieth Birthday 1974, Reidel.
- On the Plurality of Worlds 1986, Blackwell.
- Parts of Classes 1991, Blackwell.

Lewis veröffentlichte fünf Bände mit 99 Aufsätzen – fast alle der Texte veröffentlichte er während seiner Lebenszeit. In diesen präsentierte und verteidigte er seine kontrafaktische Theorie der Kausalität, das Konzept des semantischen Werts, eine kontextualistische Analyse des Wissens, eine dispositionale Werttheorie und weiteres.
- Philosophical Papers Volume I 1983, Oxford U.P.
- Philosophical Papers Volume II 1986, Oxford U.P.
- Die Identität von Körper und Geist, hrsg. und übers. von Andreas Kemmerling, Frankfurt am Main 1989, ISBN 978-3-465-01856-8.
- Materialismus und Bewusstsein, hrsg. und übers. von Ulrike Haas-Spohn und Wolfgang Spohn, Frankfurt am Main 2007, ISBN 978-3-465-04031-6.

### Sekundärliteratur
- Uwe Meixner: David Lewis. Paderborn: Mentis, 2006. ISBN 3-89785-501-1.
- Daniel Nolan: David Lewis, Chesham: Acumen Publishing 2005. ISBN 0-7735-2930-6.
- Wolfgang Schwarz: David Lewis: Metaphysik und Analyse, Paderborn: Mentis-Verlag 2009. ISBN 978-3-89785-617-2.

### Ausgewählte Veröffentlichungen
- „Counterpart Theory and Quantified Modal Logic.“ Journal of Philosophy 65 (1968): pp. 113–126.
- „General semantics.“  Synthese, 22(1) (1970): pp. 18–67.
- „Truth in Fiction.“ American Philosophical Quarterly 15 (1978): pp. 37–46.
- „How to Define Theoretical Terms.“ Journal of Philosophy 67 (1979): pp. 427–46.
- „Scorekeeping in a Language Game.“ Journal of Philosophical Logic 8 (1979): pp. 339–59.
- „Mad pain and Martian pain.“ Readings in the Philosophy of Psychology Vol. I. N. Block, ed. Harvard University Press (1980): pp. 216–222.
- „Are We Free to Break the Laws?“ Theoria (Philosophie Zeitschrift) 47 (1981): pp. 113–21.
- „New Work for a Theory of Universals.“ Australasian Journal of Philosophy 61 (1983): pp. 343–77. (online; PDF; 5,6 MB).
- „Elusive Knowledge“, Australasian Journal of Philosophy, 74/4 (1996): pp. 549–567.